# 东源村
东源村，又名东源曾家村，是中华人民共和国江西省抚州市金溪县琉璃乡下辖的一个村。
东源村是一个曾姓古村落，始建于南宋前期，有200多户人家，周围环以围墙，设东西南北四门。村内现存明清建筑74栋，石板街长2138米。
2014年2月19日，东源曾家村公布为第六批中国历史文化名村。
2014年11月25日，东源曾家村公布为第三批中国传统村落。

## 文物保护单位
以下为金溪县东源村范围内的江西省文物保护单位：
| 名称                                        | 编号    | 类型   | 所在         | 时代 | 图片 |
| ------------------------------------------- | ------- | ------ | ------------ | ---- | ---- |
| 金溪宗祠 - 东源曾氏祠堂                     | 6-3-042 | 古建筑 | 金溪县东源村 |      |      |
| 金溪古庙群 - 东源豢灵护应庙                 | 6-3-044 | 古建筑 | 金溪县东源村 |      |      |
| 金溪官厅群 - 东源曾家中议世第宅与秀启南丰第 | 6-3-045 | 古建筑 | 金溪县东源村 |      |      |